# Rua do Carvalhido
A Rua do Carvalhido fica no bairro do mesmo nome, fazendo fronteira entre as freguesias de Ramalde e Paranhos, na cidade do Porto, Portugal.

## Origem do nome
A rua herdou um topónimo bastante antigo que deve o seu nome à concentração de soutos de carvalheiras.

## História
Desde tempos muito recuados, esta rua fazia parte da antiga estrada que, do Porto, seguia para Vila do Conde e para a Galiza, fazendo parte integrante do Caminho Português de Santiago.
Os terrenos que delimitam a rua foram pertença da família dos Noronhas, da vizinha Quinta da Prelada, pelo menos desde 1638 até 1904, altura em que o arruamento era ainda conhecido como "Rua Nova de Paranhos".